# 2021-es angol labdarúgó-szuperkupa
A 2021-es angol labdarúgó-szuperkupa, szponzorációs nevén The FA Community Shield supported by McDonald’s a kupa 99. kiírása volt; egy labdarúgó mérkőzés a 2020–21-es angol bajnokság és a 2020–21-es FA-Kupa győztese, a Manchester City és a Leicester City között. A mérkőzést 2021. augusztus 7-én, a londoni Wembley Stadionban rendezték meg, és Kelechi Iheanacho 89. percben szerzett góljával végül a Leicester nyerte meg a találkozót.
A mérkőtzést az ITV is élőben közvetítette. Ez volt az első alkalom a 2012-es döntő óta, hogy egy országosan sugárzó ingyenes televíziós csatorna közvetítette az angol Szuperkupát.

## A mérkőzés

### Részletek
| 2021. augusztus 7. 17:15 CEST |

| Leicester City      | 1–0               | Manchester City |
| ------------------- | ----------------- | --------------- |
| Iheanacho 89' (bün) | (0–0) Jegyzőkönyv |                 |

| Wembley Stadion, London Nézőszám: 45602 Játékvezető: Paul Tierney |

| Leicester City | Manchester City |

| GK              | 1  | Kasper Schmeichel (c) |     |     |
| RB              | 21 | Ricardo Pereira       |     |     |
| CB              | 18 | Daniel Amartey        |     |     |
| CB              | 4  | Çağlar Söyüncü        |     |     |
| LB              | 5  | Ryan Bertrand         | 50' | 78' |
| CM              | 8  | Youri Tielemans       |     | 72' |
| CM              | 25 | Wilfred Ndidi         |     |     |
| RW              | 17 | Ayoze Pérez           |     | 71' |
| AM              | 10 | James Maddison        |     | 71' |
| LW              | 7  | Harvey Barnes         |     | 79' |
| CF              | 9  | Jamie Vardy           |     | 71' |
| Cserék:         |    |                       |     |     |
| GK              | 12 | Danny Ward            |     |     |
| DF              | 16 | Filip Benković        |     |     |
| DF              | 33 | Luke Thomas           |     | 78' |
| MF              | 11 | Marc Albrighton       |     | 71' |
| MF              | 20 | Hamza Choudhury       |     |     |
| MF              | 22 | Kiernan Dewsbury-Hall |     | 71' |
| MF              | 42 | Boubakary Soumaré     |     | 72' |
| FW              | 14 | Kelechi Iheanacho     |     | 79' |
| FW              | 29 | Patson Daka           |     | 71' |
| Menedzser:      |    |                       |     |     |
| Brendan Rodgers |    |                       |     |     |

| GK            | 13 | Zack Steffen     |     |     |
| RB            | 27 | João Cancelo     |     |     |
| CB            | 3  | Rúben Dias       | 87' |     |
| CB            | 6  | Nathan Aké       |     |     |
| LB            | 22 | Benjamin Mendy   |     |     |
| CM            | 80 | Cole Palmer      |     | 74' |
| CM            | 25 | Fernandinho (c)  | 88' |     |
| CM            | 8  | İlkay Gündoğan   |     | 65' |
| RF            | 26 | Rijad Mahrez     |     |     |
| CF            | 21 | Ferrán Torres    |     | 74' |
| LF            | 53 | Samuel Edozie    |     | 65' |
| Cserék:       |    |                  |     |     |
| GK            | 33 | Scott Carson     |     |     |
| DF            | 34 | Philippe Sandler |     |     |
| DF            | 39 | Yan Couto        |     |     |
| MF            | 10 | Jack Grealish    |     | 65' |
| MF            | 16 | Rodri            |     | 65' |
| MF            | 20 | Bernardo Silva   |     | 74' |
| MF            | 69 | Tommy Doyle      |     |     |
| MF            | 81 | Claudio Gomes    |     |     |
| MF            | 96 | Ben Knight       |     | 74' |
| Menedzser:    |    |                  |     |     |
| Pep Guardiola |    |                  |     |     |

| A mérkőzés legjobbja: Kelechi Iheanacho (Leicester City) Játékvezető-asszisztens: Ian Hussin Neil Davies Negyedik játékvezető: Peter Bankes Tartalék játékvezető: Nick Hopton Videóbíró: Darren England Videóbíró asszisztense: Dan Robathan | Szabályok - 90 perc játékidő - Döntetlen esetén tizenegyesrúgások - Kilenc nevezhető csere, maximum hat cserelehetőség |